# Delphine Maury
Pour les articles homonymes, voir Maury.
Delphine Maury, née Bonjean, le 13 avril 1973 est une directrice d'écriture, scénariste et productrice de films d'animation.

## Biographie
Après un Deug et une Licence de Droit à Assas, une maîtrise d'Ethnologie à Nanterre et une année de fac de Médecine à Bichat, elle décide de faire un DESS d'Édition à Villetaneuse : c'est dans les livres qu'elle rassasie ses curiosités. Quelques années dans l'édition, puis elle devient journaliste à Bayard Presse de 1999 à 2005 pour les revues J'aime lire et DLire. Elle passe ensuite dans le monde de l'audiovisuel. Lectrice de scénarios pour Kissman, la société de Jamel Debbouze, elle bascule dans la direction d'écriture de séries d'animation en 2008 avec l'adaptation télévisuelle de la bande-dessinée Ariol pour Folimage et TF1. Après quelques années en compagnie d'Angelo la Débrouille ou de Maya l'abeille, elle écrit Les Grandes grandes Vacances pour France Télévisions, une série de 10 épisodes de 26 minutes qui raconte la deuxième guerre mondiale dans un petit village normand à travers le regard de deux petits parisiens réfugiés chez leurs grands-parents. Produite par les Armateurs, la série est diffusée en 2015 sur Ludo. En 2012, elle fonde Tant Mieux Prod pour produire 13 courts-métrages d'animation sur des poèmes de Jacques Prévert : la collection En sortant de l'école, qui permet à de jeunes réalisateurs sortant des écoles d'animation de choisir un poème et de réaliser un film dans la technique de leur choix a depuis été déclinée dans deux autres saisons : Robert Desnos en 2015 et Guillaume Apollinaire en 2016.

## Filmographie
En tant que directrice d'écriture
- 2008 : Ariol
- 2009 : Angélo la Débrouille
- 2012 : Maya l'abeille

En tant que scénariste
- 2015 : Les Grandes Grandes Vacances.

En tant que productrice
- 2014 : En sortant de l'école (treize courts-métrages inspirés de l'œuvre de Jacques Prévert)
- 2015 : En sortant de l'école collection Robert Desnos
- 2016 : En sortant de l'école collection Guillaume Apollinaire
- 2016 : Mr Carton (Fabien Daphy et Michaël Bolufer)